# Märkische Forschungen
Märkische Forschungen ist eine deutsche Literaturverfilmung der DEFA von Roland Gräf aus dem Jahr 1982.

## Handlung
Bei regnerischem Wetter rutscht ein Auto auf einer nicht befestigten Straße halbseitig in einen Straßengraben. Ein Radfahrer kommt grußlos vorbei, holt aber Hilfe, denn in der nächsten Einstellung sieht man den Wagen am Abschleppseil eines Traktors.
So kommen der Dorfschullehrer Ernst Pötsch und der Berliner Literaturwissenschaftler Professor Winfried Menzel ins Gespräch, das bald so anregend wird, dass Pötsch sein Fahrrad am Wegesrand liegen lässt und Menzel zum Kaffee bei seiner Familie in dem kleinen Flecken Liepros/Mark einlädt.
Alleiniges Thema ist der Autor Max von Schwedenow. Menzel, der durch häufige Fernsehauftritte sogar im Dorfgasthaus kein Unbekannter ist, zeigt reges Interesse an den „Forschungen“ Pötschs, will er doch in nächster Zeit eine große Monographie über den vergessenen Dichter veröffentlichen. Schwedenow soll, rechtzeitig zur Feier des 165. Geburtstages, in das Bewusstsein der Bevölkerung zurückkehren.
Was er von dem Lehrer erfährt, elektrisiert Menzel: Pötsch behauptet, dass der fortschrittliche Max von Schwedenow und der konservative, ja reaktionäre Friedrich Wilhelm Maximilian Massow, der sich nach den Karlsbader Beschlüssen selbst als Mitarbeiter des preußischen „Oberzensurkollegiums“ betätigte, dieselbe Person seien. Könnte Pötsch seine These belegen, wäre das 600 Seiten umfassende Buch Menzels noch vor Drucklegung Makulatur.
Menzel lässt sich nichts anmerken, gibt sich jovial und gönnerhaft-herablassend und lädt Pötsch zu sich nach Berlin ein. Hier trinken die beiden Brüderschaft und der Lehrer bekommt eine Assistentenstelle im Institut angeboten. Als Pötsch auf immer neue Indizien stößt, die seine These untermauern, lädt ihn Menzel wiederum in die Hauptstadt ein. Doch im Institut mangelt es nicht an Stimmen, die ihn vor der Rolle als Leibeigener des Professors mahnen, in die er sich freiwillig begebe. Aber Pötsch will die Provinz hinter sich lassen, will mit Frau und Kindern nach Berlin ziehen. Frau Unverloren, eine Mitarbeiterin am Institut und alleinerziehende Mutter, ist sogleich zum Wohnungstausch bereit. Pötsch will sich jedoch nicht vereinnahmen lassen. Deshalb schenkt er den Zwischenbericht seiner bisherigen Forschungen nicht nur Menzel zum 50. Geburtstag, sondern schickt ihn auch an eine DDR-Fachzeitschrift sowie an einen Professor in Braunschweig, nachdem dieser ihm geholfen hat, einige Wissenslücken zu schließen.
Als Menzel von Pötschs Unternehmungen erfährt, zeigt er sein wahres Gesicht: Er duldet keine Konkurrenten neben sich, nur ein längst vereinbarter gemeinsamer Vortrag mit dem „Hobby-Historiker“ vor der Berliner Urania kann nicht mehr abgesagt werden. Schlichtungsversuche fruchten nicht, der Lehrer wird fallengelassen und bleibt in seinem Dorf. Pötschs Bruder Fritz zieht dafür nach Berlin zu Frau Unverloren, in die er sich inzwischen verliebt hat. Dann erscheint der Braunschweiger Hochschullehrer in der Mark und bestärkt Pötsch in seiner Forschung, lehnt aber eine Publizierung im Westen dennoch zu diesem Zeitpunkt ab: Pötsch fehle die „vorurteilsfreie Sicht“ auf die Karlsbader Zensur-Beschlüsse.
Pötsch, der sich in seinen Märkischen Forschungen kein ideologisches Korsett aufzwingen lassen will, steigt schließlich aus, hängt seinen Lehrerberuf an den Nagel und gräbt nach dem fehlenden Stein zu seinem Mosaik: In den Mauersteinen eines alten, verfallenen Hauses sollen sich Inschriften befinden, die seine Theorie bestätigen, und wenn er sie nicht in der Ruine finden kann, weiß er ja, wo die restlichen Steine verbaut wurden.

## Produktion
Märkische Forschungen wurde nach der gleichnamigen Romanvorlage von Günter de Bruyn von der Gruppe „Roter Kreis“ auf ORWO-Color gedreht und hatte am 21. April 1982 in der Stadthalle Chemnitz (Karl-Marx-Stadt) Premiere.

## Kritik
Renate Holland-Moritz bezeichnete den Film in der satirischen Zeitschrift Eulenspiegel als eine faszinierende Tragikomödie, die sich ganz auf Vermögen und Ausstrahlung der Schauspieler verlässt. Hermann Beyer versehe den Dorfschullehrer Pötsch mit allen Nuancen des scheuen, weltfremden, kauzigen, aber selbstbewussten Eigenbrötlers, unanfällig für eitles Blendwerk und modischen Zynismus, aber nicht ungefährdet von sektiererhafter Besessenheit. Die DDR-Zeitschrift Film und Fernsehen stellte fest, dass der Film das Leben erzählt und keine Problem-Polemik betreibt. Gelobt wurde die höchst kräftig-individuelle Besetzung, die eine spannungsvolle Ensembleleistung ergebe.

## Auszeichnungen
Auf dem 2. Nationalen Spielfilmfestival der DDR Karl-Marx-Stadt erhielt Dieter Adam 1982 den Preis für Szenographie; Hermann Beyer wurde als Bester Hauptdarsteller ausgezeichnet. Zudem erhielt Märkische Forschungen den extra für den Film ins Leben gerufenen Preis der Filmclubs, Der Findling, als wirkungsvollster Film. Im Jahr 1983 gewann Märkische Forschungen zudem den Kritikerpreis der DDR.